# De gladde glipper
De gladde glipper is het negenentachtigste stripverhaal uit de reeks van Suske en Wiske. Het is geschreven en getekend door Paul Geerts. 
Het werd gepubliceerd in De Standaard en Het Nieuwsblad van 18 juni 1973 tot en met 30 oktober 1973. De eerste albumuitgave in de Vierkleurenreeks was in juni 1974, met nummer 149.

## Locaties
- België, de Kempen, het kasteel van Van Zwollem, Antwerpen, treinstation, postkantoor, huis slotenmaker, politiebureau, Herentals, huisje in bos

## Personages
- Suske, Wiske met Schanulleke, tante Sidonia, Lambik, Jerom, professor Barabas, lokettist, conducteur, politieagenten, de heer Van Zwollem en Annemarie, de Gladde Glipper, Constance (Stans, de moeder van gladde glipper), Emmanuel Jozef Van Gansen, Vlaamse boeren, Lowie en pachteres, Franse soldaten (sansculotten), kinderen, generaal Chabert, voddenman, moeder met dochter, vrouw en zieke man, dronkenlap, Paul Geerts zelf (cameo)

## Uitvindingen
- De teletijdmachine

## Het verhaal
Suske, Wiske en Lambik nemen de trein naar Antwerpen. Tijdens de rit meent Wiske een inbreker te zien bij het postkantoor en trekt aan de noodrem. Als ze ter plekke komen blijkt er geen spoor van de inbreker te zijn, noch van de inbraak. Tante Sidonia haalt Suske, Wiske en Lambik af van het politiebureau. 
De volgende dag lezen ze in de krant dat er een diefstal is gepleegd in het postkantoor. Suske, Wiske en Lambik horen ter plekke dat de slotenmaker verdacht wordt en ze besluiten deze man op te zoeken. Hij lijkt niet thuis te zijn, al ziet Wiske wel een gordijn bewegen. Omdat er meerdere nieuwsuitzendingen aan de inbraken worden gewijd, besluiten Suske en Wiske terug op onderzoek uit te gaan bij de slotenmaker, maar ze worden weggestuurd. Terwijl ze de slotenmaker achtervolgen komen ze een oude bekende tegen, Van Zwollem. Ze brengen hem per taxi terug naar het kasteel waar hij woont met zijn dochter Anne-Marie. 
Suske en Wiske blijven op het kasteel van de Van Zwollems logeren. Ze zien op tv dat een tekenaar van Studio Vandersteen een tekening van de inbreker, "de Gladde Glipper", heeft gemaakt. Wiske herkent de slotenmaker op de tekening. De volgende dag trekt Wiske met vader Van Zwollem naar de kelder van het kasteel. Annemarie Van Zwollem vertelt dat er vroeger een slechte tovenaar genaamd Ikismus in het kasteel woonde, die mensen naar zijn kelder lokte en hen dan een slecht karakter gaf. Ikismus hield ook een dagboe] bij en Van Zwollem is hiernaar op zoek. Hij komt bijna om wanneer de kelder instort, maar Lambik en Jerom, die langskomen op het kasteel, weten hem te redden. De vrienden besluiten naar professor Barabas te gaan om in het verleden naar het dagboek te zoeken, maar Jerom heeft tante Sidonia beloofd te helpen bij de grote schoonmaak. Bij Barabas worden ze naar Herentals anno 1798 geflitst, tijdens de Boerenkrijg. 
De vrienden overnachten bij een pachteres, maar de Gladde Glipper breekt 's nachts in en weet weer te ontsnappen. Suske, Wiske en Lambik vernemen dat de moeder van de inbreker uit het dorp werd verstoten vanwege de misdaden van haar zoon. Lambik besluit zich als sansculotte te vermommen, maar wordt dan door de Vlaamse Boerenlegers gearresteerd en naar rebellenleider Emmanuel Jozef Van Gansen gebracht. Na een woordenwisseling worden de Boeren aangevallen en raakt Suske gewond. Om te tonen dat hij aan de kant van de Boeren staat, laat Lambik een Frans militair kamp via buskruit de lucht in vliegen. Hierop worden hij, Suske en Wiske weer vrijgelaten. 
Tijdens hun tocht naar het dorp zien ze hoe een oude vrouw wordt lastiggevallen door pestende kinderen. Suske en Wiske redden haar. Het blijkt dat zij Stans is, de moeder van de Gladde Glipper. Ze vertelt dat ze als dienstbode in het kasteel van de Franse generaal Chabert werkt en smokkelt hen naar binnen. Suske en Wiske doorzoeken de kelder, maar Lambik bedrinkt zich samen met enkele soldaten. De kinderen ontdekken Ikismus' dagboek en lezen dat de Gladde Glipper Ikismus' laatste slachtoffer was. Via een onzichtbare draad is hij eeuwig met hem verbonden. Om deze draad en de kwaadaardigheid van de Glipper te verbreken, moet een gouden schaar gebruikt worden. Deze schaar is te vinden als men "grijs" volgt naar "diep zwart'. 
Stans betrapt haar zoon bij een diefstal, maar als de generaal aankomt verstopt ze hem en krijgt zelf de schuld. Nadat Lambik zijn roes heeft uitgeslapen, ziet hij een grijze muis in een hol verdwijnen. Wiske begrijpt nu dat dit het "grijs naar diep zwart" is. Ze breken de muur open en vinden een kistje met de gouden schaar. Constance komt voor een vuurpeloton, maar de vrienden kunnen haar laten ontsnappen in het bos. Jerom komt nu ook in het verleden aan, hij verslaat de Fransen en keert dan terug naar huis samen met de overige vrienden. 
In het heden gaan Suske en Wiske op zoek naar de Gladde Glipper door een spoor van overvallen te volgen. Wiske weet uiteindelijk zijn draad door te knippen, waardoor de Glipper eindelijk een goed mens wordt en zijn ziel rust vindt.

## Achtergronden bij het verhaal
- Op pagina 3 breekt de Gladde Glipper onder gekraak de deur van een postkantoor open. Als de vrienden ter plaatse komen, vinden ze desondanks geen braakschade. Op pagina 8 vermeldt de nieuwslezer van het journaal zelfs dat het was alsof de dief van elke deur de sleutel had.
- De striptekenaar van Studio Vandersteen die een tekening van de Gladde Glipper blijkt te hebben gemaakt, is een cameo van Geerts.
- Op pagina 30 (linksonder) staan de 2 mannen in dezelfde houding als de 2 brigands op het Boerenkrijgmonument van Overmere.
- Jozef Van Gansen zou terug opduiken in  De Krimson-crisis (1988).